# Muster-Schmidt
Muster-Schmidt ist eine Verlagsgesellschaft mit Sitz in Northeim. Sie wurde 1905 durch Christian Hansen-Schmidt als Berliner Musterkartenfabrik gegründet. Das Unternehmen besteht aus den Bereichen Musterkarten, Verlag und Buchhandlung.

## Geschichte
Die Ursprünge des Verlagshauses Muster-Schmidt gehen auf das Jahr 1905 zurück. Kurz nach dem Jahrhundertwende gründete Christian Hansen-Schmidt († 1932) die Berliner Musterkartenfabrik in Berlin-Kreuzberg. Später stieß seine Frau, Louise Hansen-Schmidt, hinzu. Die Firma produzierte im Wesentlichen Farbton- und Textilmusterkarten für die Industrie und den Handel. Seit 1927 arbeitet das Unternehmen mit der RAL Deutsches Institut für Gütesicherung und Kennzeichnung zusammen. 1936 wurde die Otto Hieronymi AG in Göttingen übernommen. Während des Zweiten Weltkriegs war das Unternehmen überwiegend als Druckerei tätig. Der Berliner Standort wurde am Ende des Krieges durch die Luftangriffe der Alliierten schwer zerstört.
Hans Hansen-Schmidt gründete 1947 in Göttingen den Muster-Schmidt-Verlag. Wesentliche Impulse bekam er von den Göttinger Wissenschaftlern Robert Pohl und Hermann Rein. 1952 eröffnete er eine Vertretung in Zürich und gründete das Tochterunternehmen Göttinger Farbfilter. 2002 zog das Unternehmen nach Northeim.

## Unternehmen
Die Zentrale der Muster-Schmidt Verlagsgesellschaft mbH befindet sich im niedersächsischen Sudheim. Derzeitige Geschäftsführerin ist Alexandra Gerhardy. Eine Vertretung in der Schweiz läuft über die Muster-Schmidt GmbH im Kanton Zürich.
Folgende Bereiche gehören zum Unternehmen:
- Musterkarten
- Verlag
- Buchhandlung

## Mitgliedschaften
Das Unternehmen ist Mitglied
- des Börsenvereins des Deutschen Buchhandels,
- des Deutschen Farbenzentrums,
- der Deutschen farbwissenschaftlichen Gesellschaft
- und von Pro Colore – Schweizerische Vereinigung für die Farbe.

## Autoren
Zu den Autoren des Verlages gehören u. a. Manfred Berg, Karlheinz Blaschke, Bernhard Dahm, Joachim Ehlers, Waldemar Erfurth, Walter Görlitz, Wolfgang von Groote, Hermann Heidegger, Andreas Hillgruber, Walther Hubatsch, Detlef Junker, Hans-Rudolf Kurz, Hans Meier-Welcker, Lorenz Mikoletzky, Horst Mühleisen, Thomas Nicklas, Johannes Paul, Nikolaus von Preradovich, Horst F. Rupp, Michael Salewski, Rainer F. Schmidt, Klaus Schwabe, Heinz Stübig, Hermann Teske, Gerd R. Ueberschär, Hanna Vollrath, Adam Wandruszka, Peter Winzen, Günter Wollstein und Egmont Zechlin.

## Publikationen

### Reihen
- Göttinger Bausteine zur Geschichtswissenschaft
- Göttinger Studien zur Rechtsgeschichte
- Zur Kritik der Geschichtsschreibung
- Persönlichkeit und Geschichte
- Quellensammlung zur Kulturgeschichte
- Große Muster-Schmidt-Studiobücher
- Muster-Schmidt Studio- und Zeichenbücher

### Zeitschrift
- Das Historisch-Politische Buch, im Auftrag der Ranke-Gesellschaft herausgegeben durch Jürgen Elvert